# Ланові Солтиси
Ланові Солтиси (пол. Łanowe Sołtysy) — частина села Паньків у Польщі, в Люблінському воєводстві Томашівського повіту, ґміни Тарнаватка.

## Історія
Первісним населенням Ланових Солтисів були русини-лемки, які компактно проживали на своїх історичних землях. 